# Tratado de Monzón
El Tratado de Monzón lo firmaron el 5 de marzo de 1626 el cardenal Richelieu, ministro principal de Luis XIII y Gaspar de Guzmán, conde-duque de Olivares, su homólogo español, en nombre de Felipe IV de España. Se rubricó en Monzón (Aragón). Fue consecuencia de la ocupación francesa de la Valtelina, arrebatada a las tropas papales y puso fin a la primera guerra genoveso-saboyana.

## Antecedentes
La Valtelina era un lugar crucial del norte de Italia que permitía las comunicaciones entre las ramas española y austriaca de la Casa de Habsburgo. Los Sforza habían cedido el territorio a las ligas grisonas, aquejadas por rencillas internas debido a que la población de la zona era generalmente católica pero los señores grisones eran, por el contrario, protestantes. Los españoles las aprovecharon para atizar una rebelión que les permitió apoderarse del valle en el verano de 1620. Un año después se firmaba entre España y Francia el efímero Tratado de Madrid. Dos años después, ante la situación favorable a los intereses españoles, Venecia, el duque de Saboya y Francia formaron una alianza en 1623 (el Tratado de París) para apoderarse a su vez de la estratégica posición. España intentó mantener la paz cediendo la comarca al papa, sometido a su influencia. Francia no reaccionó cuando los soldados de Gregorio XV ocuparon la Valtelina. Al poco, sin embargo, el trono papal pasó a un nuevo pontífice: Urbano VIII.
La pujanza de Richelieu supuso un cambio en la política francesa. La liga con Saboya sirvió de justificación para atacar la Valtelina: el ducado aliado estaba por entonces atacando Génova y la ofensiva francesa permitiría desviar recursos de España, sostén de la república genovesa. Los soldados franceses expulsaron rápidamente a los papales en 1624. La paradoja de que un cardenal (Richelieu) atacase a tropas del papa fue recalcada tanto por Roma, como por España y los católicos franceses.

## Negociaciones
Urbano VIII envió a París al cardenal Francesco Barberini, sobrino suyo, en calidad de legado para negociar la paz en 1625; también estaba acreditado como representante de España. Debía tratar de poner fin a los combates, obtener compensación por el insulto al papa por la ocupación de la Valtelina y garantizar la seguridad de los católicos del valle, no permitiendo que lo recuperasen los grisones. Barberini no obtuvo respuesta de Richelieu, que hizo que el rey convocase una Asamblea de Notables en Fontainebleau. En ella habló en favor de obtener una paz ventajosa para Francia, actitud que contó con el respaldo de la mayoría.
Finalmente, el papa reunió a otros seis mil soldados para recobrar la Valtelina. Esto hizo que el conde Du Fargis, embajador francés en Madrid, se apresurase en concluir la paz con España el 1 de enero de 1626. Richelieu rechazó este primer tratado y firmó otro en Monzón, Aragón, el 3 de marzo de 1626.

## Disposiciones
El tratado aseguraba el gobierno grisón de la Valtelina. No permitía, empero, que los habitantes del valle profesasen otra religión que no fuese la católica. Los montañeses podrían elegir sus propios magistrados y jueces, si bien los escogidos debían contar con el beneplácito grisón. Se acordó asimismo el desmantelamiento de los fuertes erigidos en el valle. Finalmente, la población de la Valtelina quedaba sometida al pago anual de un tributo a los grisones que debía determinarse posteriormente.
El tratado no aclaró, sin embargo, quién podría cruzar el valle; permitía que tanto Francia como España lo utilizasen.

## Consecuencias
El tratado disgustó hondamente a los aliados de Francia (Holanda, Inglaterra, Venecia, Saboya y los grisones). Los venecianos los definieron como:

Incumplimiento de lo acordado, promesas falsas, intrigas secretas y clara doblez. La boca dice «sí», el corazón «no» y la conjunción de ambos ha dado este tratado... pleno de traición y daño para Venecia, Saboya y los grisones, con el fin único de satisfacer a España, a la que todo beneficia.

Todos habían creído que Francia trataba de ayudarlos cuando en realidad Richelieu únicamente buscaba beneficiar a su país. A sus aliados también les disgustó el no poder participar en las negociaciones con España. Los grisones creían que Francia había vendido sus derechos sin su consentimiento. Los venecianos desaprobaban la destrucción de los fuertes, que veían como protección de su territorio. El duque de Saboya se sentía insultado por no ganar nada del pacto y porque su hijo recibió una oferta para ser el lugarteniente del rey de Francia en Italia. Holandeses e ingleses se sintieron frustrados porque entendían que Richelieu les había engañado haciéndoles creer que buscaba ligarse con ellos contra España mediante el Tratado de Compiègne y el matrimonio de Enriqueta María con Carlos I.
Richelieu fingió insatisfacción por el tratado, del que culpó a Du Fargis, y trató de apaciguar a los aliados. El duque de Saboya fue compensado con el título real, Venecia y los grisones recibieron excusas del cardenal e Inglaterra promesas de ayuda futura. Richelieu logró así lo que deseaba en la Valtelina: privar a los Habsburgo del control total del valle, aunque a costa de granjearse fama de político sibilino.
Los españoles, en gran parte, gracias a la complicidad de las tropas papales, mantuvieron sus posiciones en la Valtelina hasta el 10 de noviembre de 1635 cuando las tropas francesas de Enrique, Duque de Rohan conquistan el valle al vencer a los españoles en Morbegno, aunque fue expulsado por el gobernador español del Milanesado Diego Mexía Felípez de Guzmán en marzo de 1637, el territorio es cedido definitivamente a los grisones en 1639 con la condición respetar la práctica de la religión católica. Permanecería en su poder, hasta la invasión francesa de Italia a finales del siglo XVIII durante las guerras revolucionarias francesas.